# Jennifer Ågren
Pour les articles homonymes, voir Ågren.
Jennifer Ågren, née le 5 janvier 1993, est une taekwondoïste suédoise.

## Carrière
Jennifer Ågren est médaillée d'argent dans la catégorie des moins de 53 kg aux Championnats d'Europe 2010 à Saint-Pétersbourg. Elle prend part aux Jeux olympiques de la jeunesse d'été de 2010 et remporte la médaille de bronze de la catégorie des moins de 55 kg.